# Тимишоарская архиепископия
Тимишоарская архиепископия (рум. Arhiepiscopia Timişoarei) — епархия Румынской православной церкви с центром в городе Тимишоара. Входит в состав Банатской митрополии. Объединяет приходы и монастыри жудеца Тимиш.
Архиепископ Тимишоарский одновременно является митрополитом Банатским и управляет Банатской митрополией. Правящим архиепископом с 2014 года является Иоанн (Сележан), викарием архиепископии с 2006 года является епископ Лугожский Паисий (Георге).

## История
Тимишоарская епархия Румынской православной церкви была основана королевским указом от 7 ноября 1939 года. В апреле 1947 года епархия возведена в ранг архиепископии, а в июле того же года стала главной епархией новообразованной Банатской митрополии. В феврале 1949 года в состав архиепископии включили упразднённую Карансебешскую епархию и переименовали её в «Тимишоарскую и Карансебешскую архиепископию». В 1994 году Карансебешская епархия была восстановлена.

## Благочиния
Приходы архиепископии разделены на шесть протопопий (благочиний):
- Тимишоара I
- Тимишоара II
- Лугож
- Фэджет
- Дета
- Сынниколау-Маре

## Монастыри
На 2019 год в епархии насчитывается 10 монастырей (Тимишени, Ромынешти, Сэрака, Добрешти, Партош, Морисена, Фырдя, Чебза, Лункани-де-Сус, Петроаса-Маре) и 2 скита (Ершник и скит Введения во Храм Пресвятой Богородицы).

## Архиереи
- Андрей (Маджеру) (1939—1940) в/у, епископ Арадский
- Николай (Поповичу) (1 апреля 1940 — 25 марта 1941) в/у, епископ Орадский
- Василий (Лэзэреску) (12 июня 1940 — 18 декабря 1961)
- Фирмилиан (Марин) (18 декабря 1961 — февраль 1962), митрополит Олтенский в/у
- Николай (Корняну) (17 февраля 1962 — 28 сентября 2014)
- Иоанн (Сележан) (с 6 декабря 2014 года)